# (303) Josephina
(303) Josephina est un astéroïde de la ceinture principale découvert par Elia Millosevich le 12 février 1891.